# Čermákovice
Čermákovice (en allemand : Tschermakowitz) est une commune du district de Znojmo, dans la région de Moravie-du-Sud, en République tchèque. Sa population s'élevait à 92 habitants en 2020.

## Géographie
Čermákovice se trouve à 9 km à l'ouest-sud-ouest de Moravský Krumlov, à 23 km au nord-nord-est de Znojmo, à 36 km au sud-ouest de Brno et à 173 km au sud-est de Prague.
La commune est limitée par Horní Kounice à l'ouest et au nord, par Tulešice au nord-est, par Vémyslice à l'est, par Džbánice et Trstěnice au sud.

## Histoire
La première mention écrite de la localité date de 1270.